# البابا ألكسندر الثالث
بابا الكنيسة الكاثوليكية ولد بين 1100 و1105 وتوفي في 30 اب 1181.
استلم كرسي البابوية في الفترة ما بين 1159 إلى 1181، ولد في سيينا.
عرف عنه نشاطه التبشري في بحر البلطيق وحاول حل أزمة الكنيسة في فلندا وعقد سنة 1179 مجمع هام في التاريخ الكنسي يقتضي بتعين البابا بتصويت ثلثي الكرادلة كما دعى إلى حملة صليبية بعد ضم نور الدين زنكي لمصر لكنه لم ينجح بذلك.